# Сен-Жермен-де-Люзиньян
Сен-Жерме́н-де-Люзинья́н (фр. Saint-Germain-de-Lusignan) — коммуна во Франции, находится в регионе Пуату — Шаранта. Департамент коммуны — Шаранта Приморская. Входит в состав кантона Жонзак. Округ коммуны — Жонзак.
Код INSEE коммуны — 17339.

## Население
Население коммуны на 2010 год составляло 1251 человек.
| 1962 | 1968 | 1975 | 1982 | 1990 | 1999 | 2010 |
| ---- | ---- | ---- | ---- | ---- | ---- | ---- |
| 746  | 725  | 909  | 1090 | 1166 | 1146 | 1251 |